# ウェイン・クランツ
ウェイン・クランツ（Wayne Krantz、1956年7月26日 - ）は、アメリカ合衆国オレゴン州出身のギタリスト。スティーリー・ダン、マイケル・ブレッカー等と共演、アルバム制作をしてきた。1990年代以降は、主にトリオを率いるソロ・アーティストとして活動している。

## 使用機材
主にストラトキャスタータイプのエレクトリック・ギターを使用。初期は1980年代に購入した1973年型フェンダー・ストラトキャスターを使用。近年はネックは1973年型ストラトキャスター型のジェームス・タイラーのスタジオ・エリートを使用。
エフェクターとしては初期はコーラスを使用していたが、1993年よりディレイに加えオーバードライブ、ワウペダル、オクターバー、ムーガーフーガーなどのアナログペダルで弱めのエフェクターを使用。
アンプはフェンダー・デラックスリバーブを使ってきたが、近年はマーシャル（2553）、Howie 61ではタイラーJT46を使用。

## ディスコグラフィ

### リーダー・アルバム
- 『シグナルズ』 - Signals (1990年、Enja)
- 『ロング・トゥ・ビー・ルーズ』 - Long to Be Loose (1993年、Enja)
- 『2ドリンク・ミニマム』 - 2 Drink Minimum (1995年、Enja)
- 『クランツ、カーロック、ルフェーヴル』 - Krantz Carlock Lefebvre (2009年、Abstract Logix)
- 『ハウイー・シックスティワン』 - Howie 61 (2012年、Abstract Logix)
- Good Piranha / Bad Piranha (2014年、Abstract Logix)
- Write out your head (2020年、Abstract Logix)

### 参加アルバム
デヴィッド・ビニー
- Balance (2002年、ACT)
- Aliso (2010年、Criss Cross)
- Graylen Epicenter (2011年、Mythology)
- Anacapa (2014年、Criss Cross)

レニ・スターン
- 『シークレッツ』 - Secrets (1989年、Enja)
- 『クローザー・トゥ・ザ・ライト』 - Closer to the Light (1990年、Enja)
- Ten Songs (1992年、Lipstick)

その他
- ロビー・アミーン : Days in the Life (2009年、Two and Four)
- ガブリエラ・アンダース : Cool Again (2015年、Evj!)
- ジェイ・アンダーソン : Next Exit (1992年、DMP)
- ファーイル・アタコール : Istanbul in Blue (2007年、Far & Here)
- ファーイル・アタコール : Faces & Places (2009年、Far & Here)
- ヴィクター・ベイリー : 『ボトムズ・アップ』 - Bottom's Up (1989年、Atlantic)
- ヴィクター・ベイリー : 『ローブロー』 - Low Blow (1999年、ESC)
- ランジット・バロット : 『バダ・ブーム』 - Bada Boom (2010年、EMI)
- ジョン・エスクリート : The Age We Live in (2011年、Mythology)
- ドナルド・フェイゲン : 『モーフ・ザ・キャット』 - Morph the Cat (2006年、Reprise)
- マイケル・フォーマネク : Wide Open Spaces (1990年、Enja)
- マイケル・フォーマネク : 『エクステンデッド・アニメーション』 - Extended Animation (1992年、Enja)
- ゲイリー・ハズバンド : 『ダーティー&ビューティフル Vol.2』 - Dirty & Beautiful Vol. 2 (2012年、Abstract Logix)
- クリス・ポッター : 『アンダーグラウンド』 - Underground (2006年、Universal/Emarcy)
- マーカス・ロイター : Mundo Nuevo (2015年、Unsung)
- ステップス・アヘッド : 『陰陽』 - Yin-Yang (1992年、NYC)
- ヤスパー・ファントフ : 『ブルー』 - Blau (1992年、ACT)
- ヤスパー・ファントフ : Blue Corner (1996年、ACT)